# Настасьино (Вологодская область)
Настасьино — упразднённая деревня в Вологодском районе Вологодской области России. Входила в Кубенское сельское поселение, а в рамках административно-территориального деления — в Кубенский сельсовет. Упразднена в 2024 году путём включения в черту деревни Морино. 

## География
Расстояние по автодороге до районного центра Вологды — 35 км, до центра муниципального образования Кубенского — 5 км. Ближайшие населённые пункты — Кулемесово, Мидяново, Горбунка, Илейкино, Коротково, Морино, Долгово, Косая Горка, Сопятино, Окулово.

## Население
| 2010 |
| ---- |
| 0    |

По данным переписи в 2002 году постоянного населения не было.